# Хилбиг, Густав
Густав Хилбиг (латыш. Gustavs Hilbigs; 24 октября 1822, Бреслау, Силезия — 8 февраля 1887, Рига) — немецкий и лифляндский архитектор. Работал в Риге.

## Биография
Родился 24 октября 1822 года в прусской провинции Силезия.
Учился в Королевской школе искусства и зодчества в Бреслау и Берлинской строительной академии. Работал в Гольштейне, Берлине и Крефельде, в том числе в Крефельдском провинциальном музее (1851—1855) и Крефельдском училище (1855—1863). Преподавал в Рижском политехническом институте (с 1863), первый декан факультета архитектуры (с 1869), профессор.
Похоронен на Большом кладбище в Риге.
Сын — известный архитектор Герман Хилбиг (1860—1939).

## Известные сооружения
- Церковь Святого Павла (1878)
- Рижский политехнический институт: первый корпус завершен в 1869 году[4], сохранились интерьеры[5], корпус Института по улице Меркеля (1873—1876), в 1883—1885 годах объединены в общий комплекс с третьим корпусом по улице Инжениеру (Инженерная).